# 真・聖刻
『真・聖刻』（ラ・ワース）は、1995年4月21日にユタカから発売されたスーパーファミコン用RPG。

## 概要
伸童舎のメディアミックス企画「ワースプロジェクト」の一つとしてゲーム化されたもの。テーブルトークRPG『ワースブレイド』や小説『聖刻1092』などと同じく世界（ア・ハーン大陸）を舞台にしている。特に『聖刻1092』の影響が強く、舞台となる地域や時代もほぼ同じで、共通する登場人物も出てくる。開発はJフォースが行い、キャラデザインやイラストレーターに只野和子を、メカデザインにやまだたかひろを起用。

## ストーリー
練法師集団「聖輪八門」の野望を打ち砕くべく、シフォンが伝説の操兵「白き操兵」を捜し求める。

## キャラクター
シフォン
主人公。盗賊団の少年。15歳。
ミシェルダ＝カメル
ヒロイン。カルヴァレー国の王女。15歳。
ルシュナス＝カーラング
17歳。ミシェルダの従兄弟にして自称婚約者。パーティに加わるのは一時期のみ。
アグーラ
もう一人のヒロイン。聖輪八門のメンバーの女。「水」の操兵を操る。スパイとしてパーティに潜入する。実はミシェルダの実姉（なおこれらの設定は、説明書の人物紹介でバラされている）。本名は「アルシェルダ＝カメル」という。

## システム
戦闘
パーティで行う戦闘と、サイブレムという操兵（巨大人型兵器）に乗り込んで行う操兵戦の二種類がある。
いずれも、敵キャラは同時に二体までしか出現しない。
パーティ戦は最高三人で戦うコマンド入力式バトルだが、アイテムを使う事はできない。装備品の分類は武器と鎧だけで、どのキャラも全種類を装備できる。
フィールドでの戦闘と殆どのボス戦は、操兵戦となっている。操兵の攻撃力と防御力はシフォンの「器用度」というパラメーターに直結しており、操兵用の装備品や強化パーツなどは一切無い。
操兵を強くする為にはシフォンのレベルを上げ、人間用の装備を買うしかない（シフォン以外の仲間にも｢器用度｣は設定されているが､意味は無い）。
操兵戦のコマンドは命中率の高い「殴る」、威力で勝るが命中率で劣る「蹴る」の他、「逃げる」「防御」があるが、
操兵戦は搭乗者一人で戦うので「防御」の使い道は無い。また、防御を選択しても受けるダメージは減らない。
オートナビゲーションシステム
本作におけるフィールド移動システムの名称。
他の街やダンジョンに移動する際は移動先を選択する必要があり、指定すると強制的に目的地まで操兵に乗って歩いていく。
自由に歩くことや目的地に辿り着く前に戻る事はできない。
移動中にセーブすることは可能だが、到着直後に戦闘になることがあり、レベルと行き先によっては詰むのでしないほうがよい。
操兵の燃料は水であり、移動すると減っていく。酒場で買う事で満タンにできる。
説明書では「燃料が切れると移動できなくなる」とあるが、実際には敵に出会うと強制的に逃げ出すようになり、移動自体は出来る。

## バグなど
戦闘で全滅するとゲームオーバーとなり、タイトル画面に戻されるが、ここで「はじめから」を選ぶとバグ画面に飛ばされる。
また「ヤルマ砦」というマップの右下から、上記とは別のバグ画面へと行く事ができる。
バグではないが誤字も多く、「ミシェルダ」が「ミシュルダ」と何度も誤表記されたり、「教」が「救」になっていたりする。